# Канегасаки
Канегасаки (яп. 金ケ崎町 Канэгасаки-тё:) — посёлок в Японии, находящийся в уезде Исава префектуры Иватэ. Площадь посёлка составляет 179,77 км², население — 16 045 человек (1 августа 2014), плотность населения — 89,25 чел./км².

## Географическое положение
Посёлок расположен на острове Хонсю в префектуре Иватэ региона Тохоку. С ним граничат города Китаками, Осю.

## Население
Население посёлка составляет 16 045 человек (1 августа 2014), а плотность — 89,25 чел./км². Изменение численности населения с 1980 по 2005 годы:
| 1980 | 14 973 чел. |  |
| 1985 | 16 250 чел. |  |
| 1990 | 15 672 чел. |  |
| 1995 | 15 923 чел. |  |
| 2000 | 16 383 чел. |  |
| 2005 | 16 396 чел. |  |

## Символика
Деревом посёлка считается криптомерия, цветком — Rhododendron indicum, птицей — Syrmaticus soemmerringii.